# Altenhofstraße
Die Altenhofstraße in München ist eine kurze, sehr schmale, sich gegen Osten leicht verbreiternde Verbindung in der Altstadt (Graggenau). Die Straße liegt im ältesten Siedlungskern der Stadt aus dem 12. Jahrhundert. Auf einer Länge von etwa 69 Metern führt sie entlang der Südseite des Areals der ersten Münchner Hofhaltung (Alter Hof), von der sie ihren Namen bezieht, von der Dienerstraße im Westen zur Burgstraße im Osten. Frühere Namen sind Deininger Gässel (1479) und Maleficantengassl (Ende 18. Jahrhundert). 

## Geschichte
Die Altenhofstraße wurde 1861 nach der Lage der Straße am „Alten Hof“ benannt. Vom 6. November 1780 bis zum 11. März 1781 wohnte im Eckhaus Altenhofstraße/Burgstraße Wolfgang Amadeus Mozart. In der Altenhofstraße befand sich bis 2019 über 40 Jahre lang die Gaststätte Jodlerwirt. Wegen einer Luxussanierung musste der Jodlerwirt schließen. Das Gebäude mit dem Altmünchner Bürgerhaus in der Altenhofstr. 4 steht als Einzelbauwerke unter Denkmalschutz. Ab August zog er in neue Räume im Gebäude Tal Nr. 1.

## Lage
Die Altenhofstraße bildet die Verbindung zwischen der Diener- und Burgstraße beim Mozarthaus und führt zum „Löweneck“ des Alten Hofes. Sie gehört zur Fußgängerzone der Münchner Altstadt.

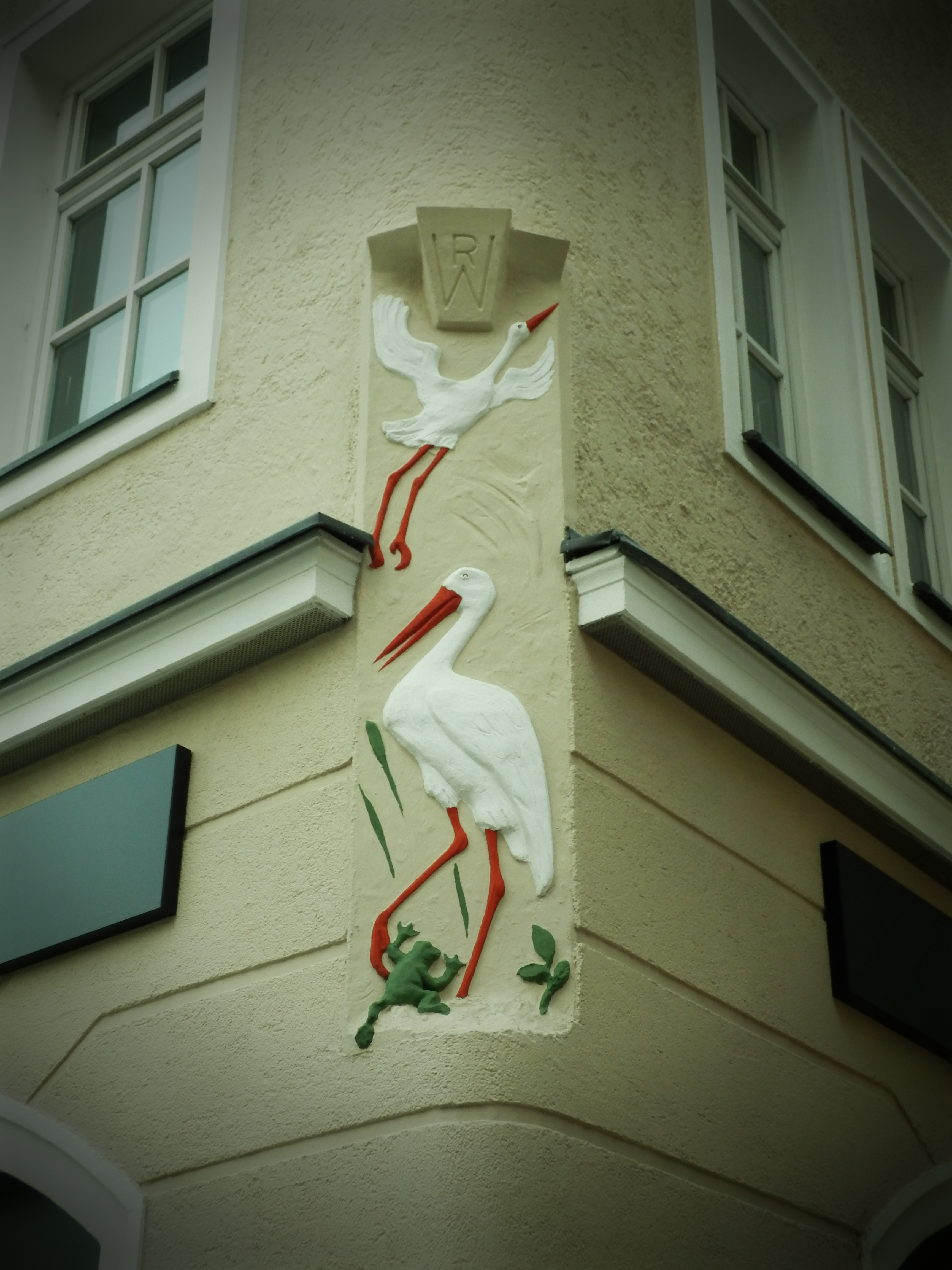
Storcheneck, Ecke Dienerstraße, Altenhofstraße
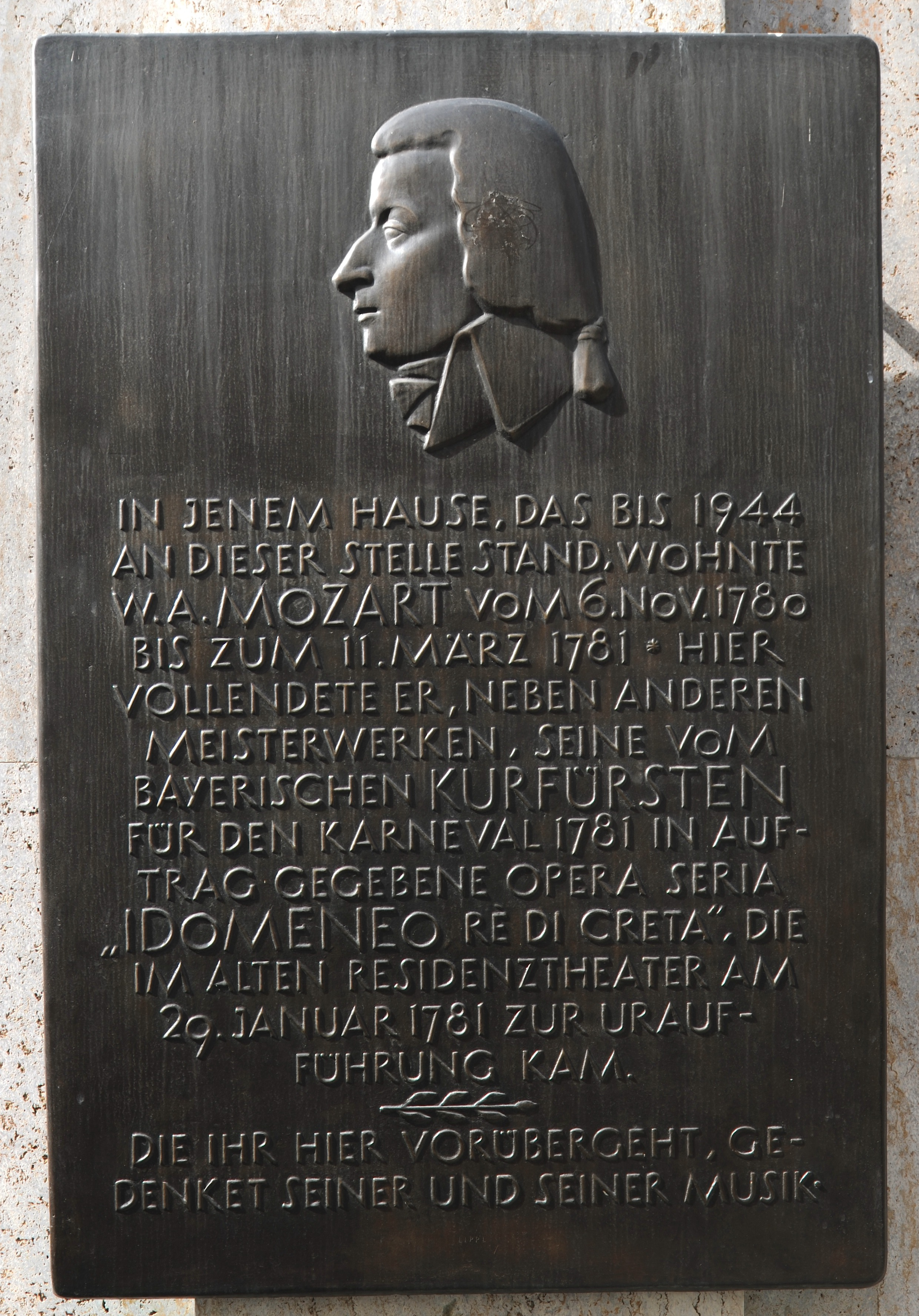
Burgstraße 7, Ecke Altenhofstraße. Wolfgang Amadeus Mozart Gedenktafel
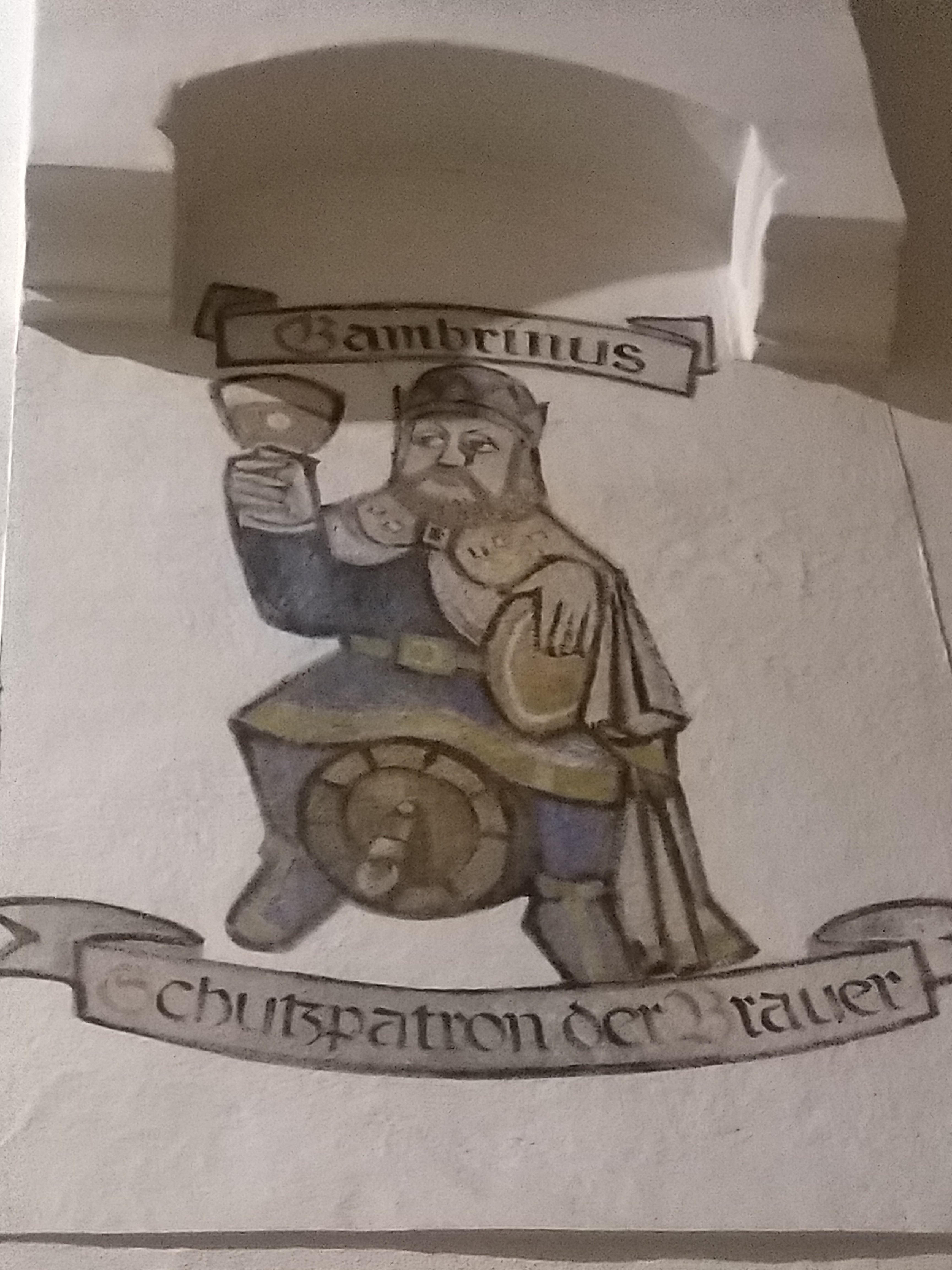
Wandbild von „Gambrinus – Schutzpatron der Brauer“ an der Altenhofstraße 4